# 珠江纵队
广东人民抗日游击队珠江纵队，是中国共产党领导的一支抗日武装。。

## 历史
1944年8月豫湘桂会战日军企图打通粤汉铁路背景下，中共广东省临委和东江军政委员会举行联席会议（土洋会议），部署全省敌后游击战争的工作。按照“土洋会议”的部署，由南（海）番（禺）中（山）顺（德）游击区指挥部抽调主力组建的“中区纵队”500多人，在林锵云、罗范群、谢斌、谢立全、刘田夫等率领下，从中山县五桂山抗日根据地出发，挺进粤中四邑地区，开辟新的抗日游击区，为继续向西发展准备基础。
1944年11月11日，中共广东省临委和东江军政委员会再次召开联席会议决定：在珠江地区成立“珠江纵队”，在粤中地区另成立军分委，用人民解放军名义独立树旗。1944年12月，广东省临委委员连贯和梁鸿钧抵达皂幕山区，在鹤山宅梧远香茶楼召开联席会议（即宅梧会议），有中区纵队以及珠江、粤中、西江三个地区党组织负责人参加。会议决定撤销原中区纵队建制，原部队一分为二：一部分返回五桂山，组建珠江纵队；一部分继续留在粤中，与当地的抗日人民武装相结合，组建“广东人民抗日解放军”。
1945年1月15日，以中区纵队大部为基础成立珠江纵队，共1700余人。
- 司令员林锵云
- 政委梁嘉
- 副司令谢斌
- 参谋长周伯明
- 政治部主任刘向东
- 第一支队支队长欧初 政委梁奇达 副支队长罗章有 政治处主任杨子江
- 第二支队支队长郑少康 政治委员邝明 政治处主任黄友涯
- 独立第三大队大队长林锋 政委叶向荣

1946年6月，广东人民抗日解放军和粤中党组织抽调105名领导、干部随东江纵队北撤山东烟台解放区，留下140多名武装骨干组成粤中武工队在粤中各地坚持分散隐蔽斗争，经受了极其艰难的考验，保存了粤中人民革命斗争的火种。1948年发展成为中国人民解放军粤中纵队，配合南下大军，解放了粤中全区。

## 纪念建筑
珠江纵队独立第三大队队部旧址，位于中国广东省佛山市南海区狮山镇。1994年7月5日，列入南海市文物保护单位；2006年，列入佛山市文物保护单位。 
珠江纵队司令部旧址位于中山市五桂山镇槟榔村古氏宗祠，1990年，中山市人民政府公布为文物保护单位。